# Anisodes concinnipicta
Anisodes concinnipicta är en fjärilsart som beskrevs av Louis Beethoven Prout 1918. Anisodes concinnipicta ingår i släktet Anisodes och familjen mätare. Inga underarter finns listade i Catalogue of Life.